# Бородкин, Антон Юрьевич
Антон Юрьевич Бородкин (род. 26 января 1981, Челябинск) — российский хоккеист, нападающий.

## Биография
Воспитанник челябинского «Трактора», тренеры Владимир Мурашов, Геннадий Иконников. В 1998 году уехал в Канаду, где играл за клубы WHL «Камлупс Блейзерс» (1998—2000) и «Принс-Альберт Рейдерс» (2000—2001). На драфте НХЛ 1999 года был выбран в 8-м раунде под общим 238-м номером клубом «Детройт Ред Уингз». Вернувшись в Россию, в сезоне 2001/02 провёл 11 матчей в Суперлиге за «Мечел» и 10 — за «Мечел-2» в первой лиге. Выступал в низших лигах России за команды «Трактор» (2002/03), «Динамо-Энергия» Екатеринбург (2003/04 — 2004/05), «Спутник» Нижний Тагил (2005/06 — 2008/09), «Зауралье» Курган
и «Кристалл-Югра» Белоярский (2008/09).
В сезонах 2009/10 — 2010/11 играл в чемпионате Казахстана за клубы «Казахмыс» Сатпаев, «Бейбарыс» Атырау, «Иртыш» Павлодар, «Арлан» Кокшетау.
Серебряный призёр чемпионата Казахстана 2009/2010 («Бейбарыс»). Сыграл 3 матча, забил 1 шайбу и отдал 1 передачу за юниорскую сборную России.
Играл в открытом чемпионате Челябинска за команду «Энергосталь».
Младший брат Артём (род. 1991) также хоккеист.